# 阜成门
39°55′23″N 116°21′16″E / 39.92306°N 116.354388°E

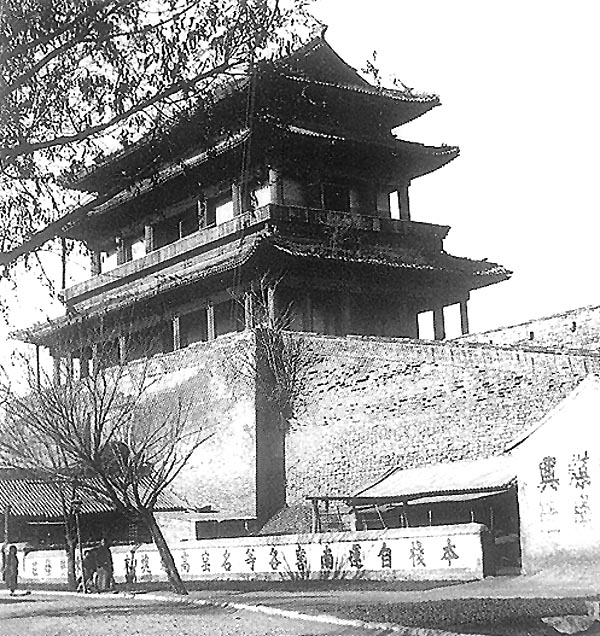
1930年的阜成门城楼

阜成门，原称平则门，是北京城西侧的一座城门，现已拆毁，仍作为地名使用。原城楼、箭楼形制与朝阳门相似，城楼宽31.2米，深16米，城楼连同城台通高30米。瓮城宽74米，深65米，北侧辟闸楼、券门。阜成门关帝庙位于瓮城东北角，南向。以前，阜成门是最靠近门头沟煤矿的城门，是运入冬季供暖用煤的通道。 现在是北京西二环上的一个交通节点，阜成门立交桥就建在原来城门的位置上。

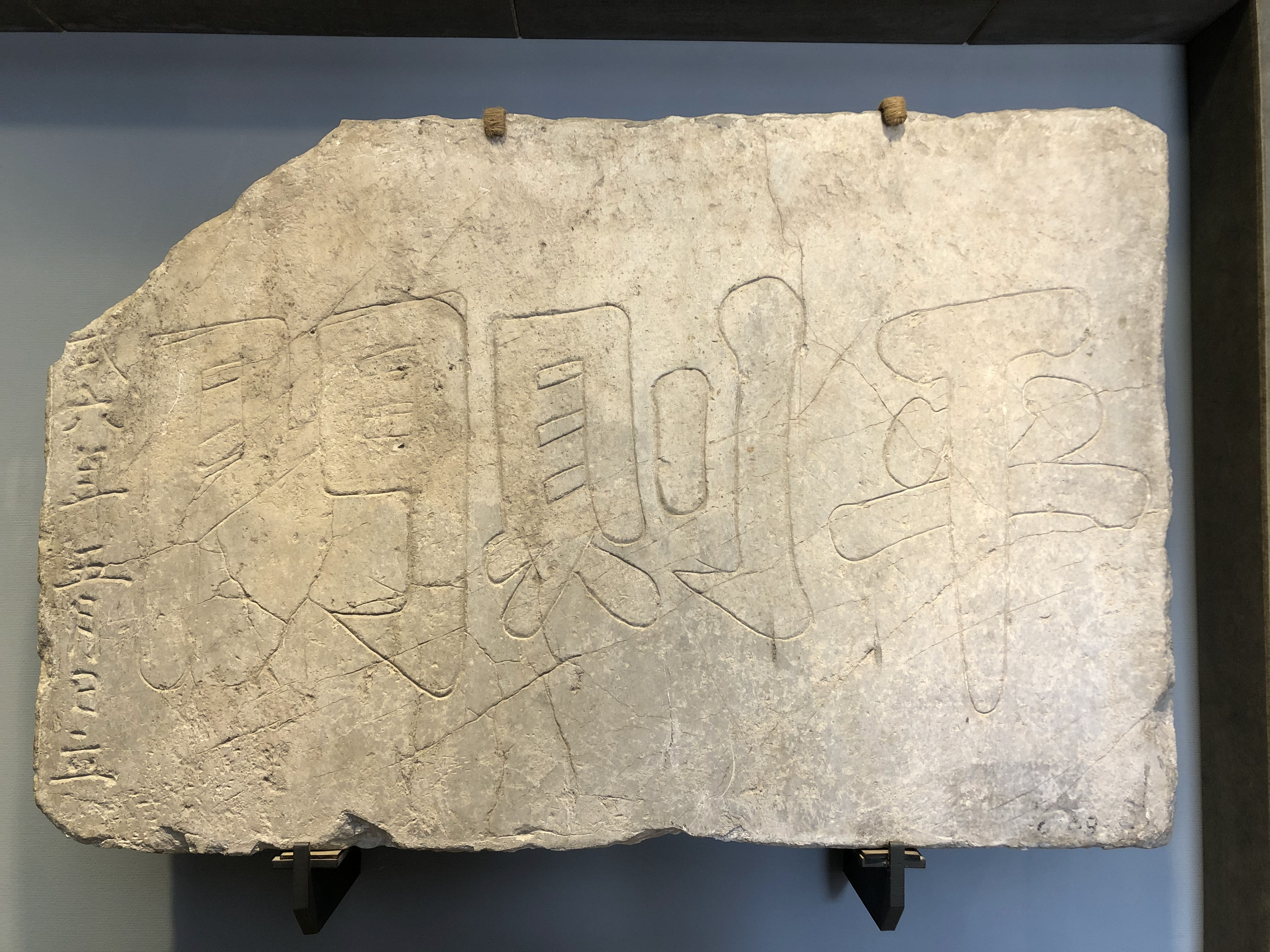
平則門門額

## 历史
阜成门原址为元大都平则门，民间俗称亦为平则门。明洪武十四年（公元1381年）重修，正统元年（1436年）重建。取《尚书》“六卿分职，各率其属，以成九牧，阜成兆民”之典，改称阜成门。1935年拆除箭楼与闸楼。1953年拆除瓮城和箭楼城台。1965年拆除城楼。
由于此门离西山最近，而西山门头沟出产的煤又是北京城里必不可少的燃料，故煤车都从此门进城。也因此，阜成门之标志乃为是瓮城墙壁上刻着的一朵梅花。由于标志“梅”与“煤”同音，老北京间有“阜成梅花报春暖”的说法。阜成门也叫“惊门”，有“公正”之意。
阜成门节点位于北京二环与阜成门内大街和阜成门外大街交叉。阜成门外大街延伸到阜石路和109国道。阜成门附近设有公共汽车站和地铁站。